# Gynura
Gynura är ett släkte av korgblommiga växter. Gynura ingår i familjen korgblommiga växter.

## Dottertaxa tillGynura, i alfabetisk ordning[1]
- Gynura abbreviata
- Gynura albicaulis
- Gynura amplexicaulis
- Gynura angulosa
- Gynura aurantiaca
- Gynura barbareifolia
- Gynura batorensis
- Gynura bicolor
- Gynura brassii
- Gynura calciphila
- Gynura campanulata
- Gynura carnosula
- Gynura colaniae
- Gynura colorata
- Gynura cusimbua
- Gynura divaricata
- Gynura drymophila
- Gynura elberti
- Gynura elliptica
- Gynura emeiensis
- Gynura formosana
- Gynura fulva
- Gynura grandifolia
- Gynura haematophylla
- Gynura hispida
- Gynura hmopaengensis
- Gynura integrifolia
- Gynura japonica
- Gynura lycopersicifolia
- Gynura malaccensis
- Gynura mauritiana
- Gynura micheliana
- Gynura nepalensis
- Gynura nitida
- Gynura ovalis
- Gynura panershenia
- Gynura procumbens
- Gynura proschii
- Gynura pseudochina
- Gynura pseudo-china
- Gynura rubiginosa
- Gynura scandens
- Gynura sechellensis
- Gynura steenisii
- Gynura sundaiaca
- Gynura taiwanensis
- Gynura travancorica
- Gynura valeriana
- Gynura vidaliana
- Gynura zeylanica